# Список морских портов Сахалинской области
В данном списке приведены порты Сахалинской области и краткие данные о них.
| Название                    | год основания | местоположение            | пропускная способность (тыс. тонн в год) | период навигации | примечания |
| --------------------------- | ------------- | ------------------------- | ---------------------------------------- | ---------------- | ---------- |
| «Холмск»                    | 1906          | Холмск                    | 3784                                     | круглогодично    |            |
| «Москальво»                 |               | Москальво                 | 600                                      | июнь-ноябрь      |            |
| «Порона́йск»                 | 1934          | Поронайск                 | 345                                      | апрель-ноябрь    |            |
| «Углегорск»                 |               | Углегорск                 | 700                                      | март-декабрь     |            |
| «Шахтёрск»                  | 1925          | Шахтёрск                  | 2300                                     | март-январь      |            |
| «Корсаков»                  |               | Корсаков                  | 2600                                     | круглогодично    |            |
| «Невельск»                  | 1927          | Невельск                  |                                          | круглогодично    |            |
| «Александровск-Сахалинский» |               | Александровск-Сахалинский |                                          |                  |            |
| «Бошняково»                 |               | Бошняково                 |                                          |                  |            |